# Thalurania watertonii
El zafiro colilargo o colibrí hada de cola larga  (Thalurania watertonii) es una especie de ave apodiforme de la familia Trochilidae —los colibríes— perteneciente al género  Thalurania. Es endémica del noreste de Brasil.

## Distribución y hábitat
Se encuentra únicamente en una restringida región del noreste de Brasil, en los estados de Pernambuco y Alagoas.
El hábitat de esta especie son las zonas boscosas más húmedas, incluidos los denominados «brejos de altitud», aunque es evidente que tolera cierto grado de perturbación y forrajeará en bordes y zonas parcialmente desbrozadas; su límite superior de altitud se sitúa probablemente en torno a los 800 a 1000 m.

## Estado de conservación
El zafiro colilargo ha sido calificado como «amenazado de extinción» por la Unión Internacional para la Conservación de la Naturaleza (IUCN) debido a que su pequeña zona de distribución y su población pequeña y dispersa, estimada entre 1000 y 2500 individuos maduros, se presumen estar en decadencia como resultado de la continua pérdida de hábitat. 

## Sistemática

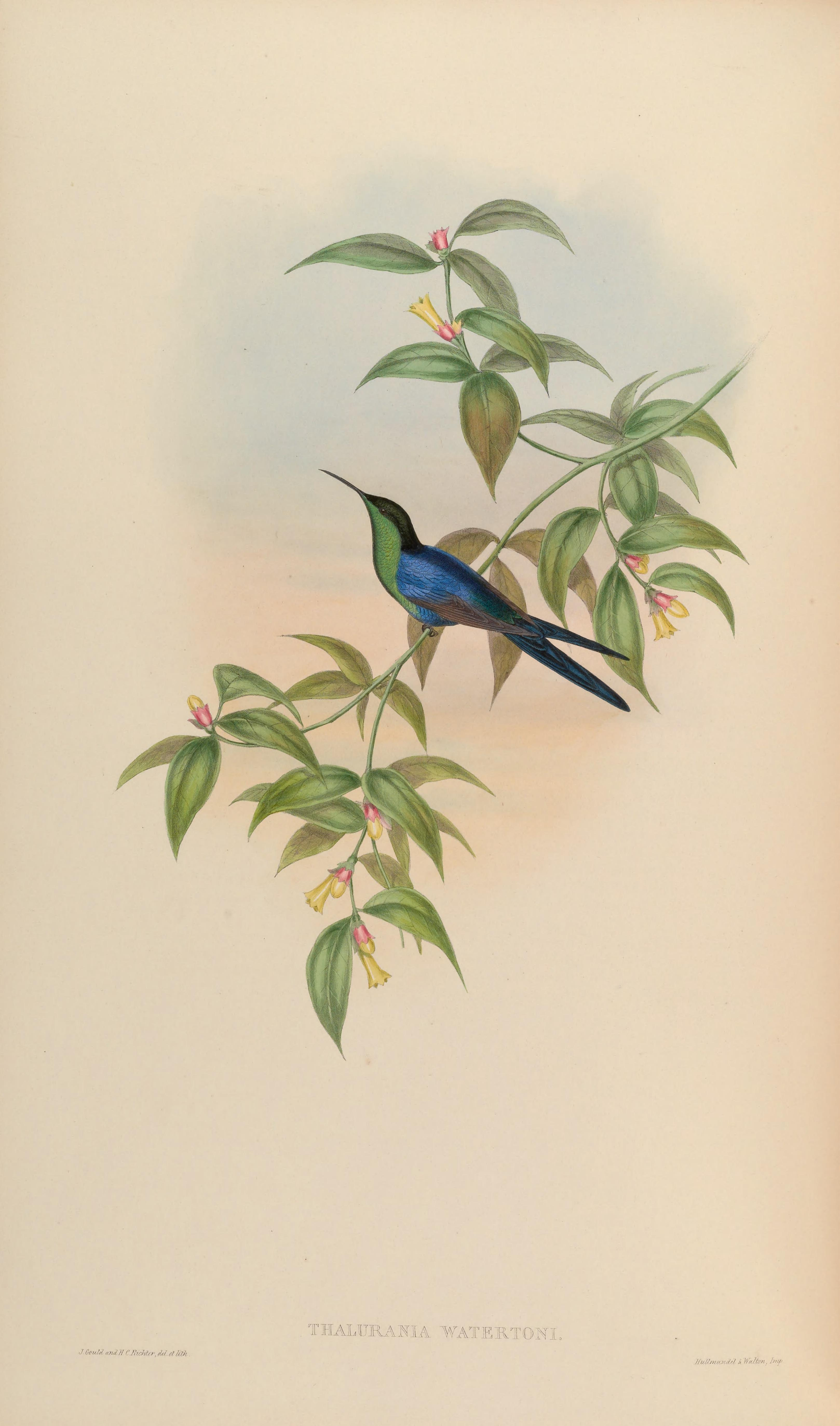
Thalurania watertonii, ilustración de Gould y Richter en A monograph of the Trochilidae, or family of humming-birds 2, 1861.

### Descripción original
La especie T. watertonii fue descrita por primera vez por el ornitólogo francés Jules Bourcier en 1847 bajo el nombre científico Trochilus watertonii; la localidad tipo dada fue: «Mibiri Creek, 40 millas de Essequibo, Guyana», error, corregido posteriormente para «Pernambuco costero».

### Etimología
El nombre genérico femenino «Thalurania» se compone de las palabras del griego «thalos» que significa ‘cría’, ‘vástago’ y «ouranos» que significa ‘cielo’; y el nombre de la especie «watertonii» conmemora al naturalista, explorador y recolector británico Charles Waterton (1782–1865).

### Taxonomía
Está estrechamente emparentada con Thalurania glaucopis. Es monotípica.